# L'unzione del reale profeta Davide
L'unzione del reale profeta Davide è un'azione sacra (dall'autore definita operetta spirituale) di Carlo Goldoni scritta a Roma nel 1759.
Musicata da Antonio Boroni, fu rappresentata in un appartamento privato nel sestiere di Cannaregio a Venezia, a spese del commediografo e con cantanti e strumentisti che si esibirono gratuitamente.
Nella vasta produzione di oratori e rappresentazioni sacre della Venezia dei secoli XVII e XVIII, la presenza del commediografo veneziano si limitò solamente a due composizioni: questa e l'oratorio Magdalenae conversio del 1739.

## Trama
La fonte dell'oratorio è il Libro dei Re, della Bibbia: tra gli otto figli di Iesse, il profeta Samuele riconosce Davide come nuovo re di Israele. Davide, dopo l'unzione a re, affronta e sconfigge il gigante Golia.

## Poetica
Goldoni, uomo del Settecento, vicino all'Illuminismo, era restio a ricorrere alla fede per giustificare le azioni umane e guardava agli argomenti sacri con un'ottica laica. Rendendo i personaggi biblici meno ieratici e più realistici, cercò di avvicinarli maggiormente allo spettatore: nella generale piattezza e semplificazione che contraddistingue quasi tutti i personaggi, emergono di più le figure portatrici degli umani difetti, che non quelle destinate a rappresentare il piano divino.